# 日本プロテスタント宣教150周年
日本プロテスタント宣教150周年（にほんプロテスタントせんきょうひゃくごじっしゅうねん）になる2009年には、日本のプロテスタント宣教150周年を記念して、一連の記念行事が行われた。

## 記念行事
- 2月11日 日本基督教団記念集会
- 4月14日 - 15日 神戸ラブソナタ
- 5月4日 - 6日　「祈りの祭典」国際大会
- 5月15日 日本プロテスタント宣教150周年記念決起祈祷会（会場日本基督教団聖ヶ丘教会）
- 6月1日 - 2日 日本福音同盟第24回総会特別講演会
- 6月15日 日本フォースクエア福音教団大会 総会2009（会場函館シオン教会）
- 6月18日 セブンスデー・アドベンチスト教団ミッションデー記念集会
- 6月24日 日本基督教団創立記念礼拝
- 7月6日 日本プロテスタント宣教150周年記念セミナー（主催近畿福音放送伝道協力会）
- 7月7日 日本プロテスタント宣教150周年記念晩餐会
- 7月8日 - 9日 日本プロテスタント宣教150周年記念大会（会場パシフィコ横浜）
- 7月27日 国際基督教大学出身伝道教職者の集い
- 8月3日 - 31日 東海道53次歩いて伝道　Walk with Jesus（総動員伝道）
- 9月5日　『FIRE・REVIVAL・JAPAN』（会場横浜人形の家、カーネル神学校主催）
- 9月20日 - 22日　日本プロテスタント宣教150周年記念フェスティバル in 関西
- 9月21日 - 24日　第5回日本伝道会議（会場札幌コンベンションセンター）
- 9月23日 日本聖公会宣教150周年記念礼拝（会場東京カテドラル聖マリア大聖堂）
- 10月 - 11月　日本基督教団特別講演会
- 10月12日 - 13日 日本プロテスタント宣教150周年フェスティバル（関東宣教協力会）
- 10月24日 - 25日 第6回首都圏キリスト教大会（会場青山学院、主催は首都圏キリスト教大会実行委員会）
- 11月23日 日本基督教団日本伝道150年記念式典
- 11月23日　日本プロテスタント宣教150周年フェスティバルin九州

## 歴史
聖公会ジョン・リギンズ（5月）、チャニング・ウィリアムズ（6月）が来日した1859年から起算している。この年は続いて10月17日にジェームス・カーティス・ヘボンが、また秋にはオランダ改革派教会からサミュエル・ブラウン、グイド・フルベッキが来日した。
100年前の1909年には、日本におけるプロテスタント宣教開始50年を祝って宣教開始50年記念会が開催された。
50年前の1959年には、 プロテスタント宣教100周年を記念して、エキュメニカル派（リベラル派）と福音派（聖書信仰派）が、それぞれ別に記念集会をもった。1959年日本キリスト教協議会は日本基督教団を中心として、宣教百周年記念運動を展開し、福音派は日本宣教百年記念聖書信仰運動大会を開催した。
2009年の日本プロテスタント宣教150周年の最大の記念大会は、エキュメニカル派、福音派、聖霊派の三派の共同で開催された、日本プロテスタント宣教150周年記念大会である。